# 佐藤昌宏 (社会起業家)
佐藤 昌宏（さとう まさひろ、1967年 - ）は、日本の社会起業家。デジタルテクノロジーを活用した教育イノベーション、EdTech（エドテック）のフロントランナー。デジタルハリウッド大学教授（実務家教員）で学長補佐。一般社団法人教育イノベーション協議会 代表理事。株式会社グローナビ代表取締役を務める。また、国の委員や起業家のメンター、企業の社外取締役や業界団体の理事や顧問等を多数歴任。2017年より世界初のEdTechグローバルカンファレンス Edvation x Summit （エデュベーション・サミット）を開催、主宰している。

## 経歴
1967年生まれ。1992年日本電信電話株式会社入社。主に経営企画業務に従事。
1999年に無料ISPライブドアの立上げに参画。
2002年 デジタルハリウッド株式会社 執行役員に就任。
2004年　日本初の株式会社立専門職大学院デジタルハリウッド大学大学院の設置を経験。同年、Eラーニング開発、人材育成コンサルティング事業を運営する株式会社グローナビを立ち上げ代表取締役社長に就任。(※2021年4月同大学 学長補佐)
2009年より同大学院事務局長を経て専任教授としてデジタルテクノロジーを活用した教育イノベーションEdTechの研究実践および学生の指導にあたる。
2017年には 一般社団法人教育イノベーション協議会 を設立、代表理事に就任。
2021年4年より同大学 学長補佐に就任。 

### 役職等
株式会社すららネット（東証グロース：3998）　社外取締役（2019～2021年）
大阪市 大阪市特別顧問（2024年度）
一般社団法人Generative AI Japan　有識者理事（2024年度）
一般社団法人mata-ne　またね自然学校・またね村　顧問（2024年）
一般社団法人日本オープンオンライン教育推進協議会(JMOOC)  理事
ICT Connect 21 GIGAスクール構想推進委員会 委員

## 政府の会議での委員歴、その他活動
政府の会議での委員歴
2015年6月　総務省　先導的教育システム実証事業 PMOプロジェクトマネージャー
2016年9月　総務省　地域IoT実装推進タスクフォース 構成委員
2016年9月　内閣府　RESAS 普及専門家委員
2018年3月　経済産業省　「未来の教室」とEdTech研究会 座長代理
2018年4月　経済産業省　我が国産業における人材力強化に向けた研究会 委員
2018年4月　自民党　EdTech推進議員連盟 設立支援
2018年4月　総務省　スマートスクール・プラットフォーム実証事業 評価委員
2018年4月　総務省　教育クラウド推進のための有識者会合 委員
2019年3月　内閣府　規制改革推進会議
2019年4月　内閣官房　教育再生実行会議 技術革新ワーキング 委員
2019年4月　文部科学省　教育再生実行アドバイザー
2020年1月　総務省　総務省委託「クラウド関連ガイドブック改訂に係る調査研究」委員
2020年3月　環境省　オンライン社会への移行に伴う生活・社会活動環境の変化に関する有識者意見交換会
2020年4月　経済産業省　学びと社会の連携促進事業 アドバイザー
2020年4月　経済産業省　「未来の教室」とEdTech研究会 STEAM検討WG 委員
2020年6月　文部科学省　大学教育のデジタライゼーション・イニシアティブ 委員
2020年7月　文部科学省　教育データの利活用に関する有識者会議 委員
2021年2月　総務省　校務系と授業・学習系データの連携にかかる技術仕様の普及促進に関する調査 助言者
2021年4月　デジタルハリウッド大学学長補佐就任
2021年6月　経済産業省　産業構造審議会 商務流通情報分科会 教育イノベーション小委員会 委員
2022年6月　総務省 「学外教育データ連携に係る実証事業」有識者会議委員
2023年　文部科学省 「初等中等教育段階における生成AIの利用に関する暫定的なガイドライン」ヒアリング 有識者
2023年　文部科学省 学校DX戦略アドバイザー
2023年10月　文部科学省 学びのDX推進に向けた学習コンテンツ充実･活用促進実践研究（教育DXを支える基礎的ツールの整備・活用事業）運営委員
2024年1月　埼玉県学校教育情報化推進計画策定 有識者委員
2024年4月　文部科学省 「GIGA スクールにおける学びの充実事業」（学校 DX 戦略アドバイザー事業等による自治体支援事業）次世代の校務デジタル化推進実証事業（AIの校務での活用に関する実証研究）委員
その他活動
2020年4月　大阪市　教育ICTビジョン策定ワーキンググループ作業部会 委員
2020年4月　大阪市　大阪市立小学校・中学校学習者用端末検討会議 委員
2020年4月　東京都　東京都教育委員会「今後を見据えた新たな東京の教育の在り方の検討」に係る調査 委員
2020年7月　市川市　市立学校におけるICTを利用した教育有識者会議 委員
2020年9月　東京都　今後のICTを活用した教育の推進について 委員
2020年12月　東京都　都立学校ＩＣＴセンター更新に係るサーバー等環境提供委託 第三回技術審査委員会 委員

### メディア出演
2015年5月16日　テレビ東京　マネー羅針盤　■特集「世界の教育市場を変えるエドテックとは？」（ゲスト：デジタルハリウッド大学大学院　佐藤昌宏氏）
2017年5月26日　英語塾Catal ラジオ『In The Dreaming Class』第8回　ゲスト出演 高山智司先生/佐藤昌宏先生
2017年8月16日　J-WAVE『JAM THE WORLD』（水曜ナビゲーター安田菜津紀）　BREAK THROUGH!コーナーにて
2017年8月18日　日経CNBC　夜エクスプレス
2018年5月19日　FM COCOLO（DJ 新羅慎二（若旦那））　『若旦那のニュース：そうだったんだ！』　電話出演
2018年12月17日放送分、12月31日放送分　ニッポン放送「阿部亮のＮＧＯ世界一周！」ゲスト出演
2019年11月18日　NHKおはよう日本　「最前線　変わりゆく ロボットとの関係」動画コメント出演
2019年11月11日　経済産業省 未来の教室「令和元年（2019年）6月25日に発表した「未来の教室」ビジョンについての動画を制作致しました。」
2020年5月5日　TBSラジオ 森本毅郎 スタンバイ！「全国８時です」　酒井綱一郎氏による「オンライン授業で広がる教育格差」コメントの提供
2022年4月1日　FNNプライムオンライン　特集 世界に負けない教育「テクノロジーで学校教育の既成概念を変える」エドテックは子どもの幸せと学びにつながるか（「Edvation Open Lab」ピッチイベントでのコメント引用）

### 新聞、雑誌、書籍
2014年5月23日　WSJ Tech Cafe　教育にIT活用、現状と課題は―
2017年12月14日　日本経済新聞「日本の教育、ITで変える　ベンチャーや政府動く」
2019年4月12日　明治図書出版　授業力＆学級経営力 「EdTechが変える教室の学び」連載「50センチ革命」
2019年5月12日　明治図書出版　授業力＆学級経営力 「EdTechが変える教室の学び」連載「テクノロジーがもたらす現代のリベラルアーツ」
2019年6月12日　明治図書出版　授業力＆学級経営力 「EdTechが変える教室の学び」連載「２１世期を生きるために重要なスキルセット〜STEAMとは〜」
2019年6月24日　日本経済新聞出版社 『中学受験を考えたらまず読む本 2019-2020年版』(6月発売予定)特集ページ「EdTechによる教育革新」
2019年7月12日　明治図書出版　授業力＆学級経営力 「EdTechが変える教室の学び」連載「システム思考と学校BPR」
2019年8月12日　明治図書出版　授業力＆学級経営力 「EdTechが変える教室の学び」連載「今、日本の教育改革はなぜ必要か」
2019年9月12日　明治図書出版　授業力＆学級経営力 「EdTechが変える教室の学び」連載「デジタルテクノロジーは対面型教育の代替えなのか？」
2019年10月12日　明治図書出版　授業力＆学級経営力 「EdTechが変える教室の学び」連載「先生に読んで欲しい国の教育改革方針」
2019年11月12日　明治図書出版　授業力＆学級経営力 「EdTechが変える教室の学び」連載「教育イノベーター(改革者)になるということ」
2019年11月13日　教育新聞【佐藤昌宏教授】英語教育改革とEdTechテーマに鼎談
2019年12月4日　NHK News Web ビジネス特集 かわいいロボットには旅をさせよ！
2019年12月10日　全トヨタ労働組合連合会情報誌『「Z・ONE（ゾーン）』　世界で通用する人材づくり「次世代教育」インタビュー掲載
2019年12月12日　明治図書出版　授業力＆学級経営力 「EdTechが変える教室の学び」連載「2020年はEdTech元年に」
2019年12月16日　チエルWebマガジン　「EdTechが変える教育の未来」
2019年12月17日　都政新報　劇的な環境変化受け入れよ
2020年1月1日　JECC NEWS　EdTechが作る未来の教室 寄稿
2020年1月2日　教育新聞 Edubate opinion　「1人1台」の変革元年 学習者中心の教育へ
2020年1月8日　教育新聞　「『教育』から『学び』へ」 デジハリ佐藤教授が講演
2020年1月12日　明治図書出版　授業力＆学級経営力 「EdTechが変える教室の学び」連載「Society5.0時代の先生の役割」
2020年2月7日　教育新聞　テクノロジーの明るい面を考えよう 1人1台時代の「陽」と「陰」（佐藤昌宏）
2020年2月12日　明治図書出版　授業力＆学級経営力 「EdTechが変える教室の学び」連載「個別最適化とは何か？」
2020年3月1日　日本経済新聞　『今こそオンライン教育 新型コロナで「学び止めるな」』
2020年3月10日　教育新聞　「【一斉休校】EdTechで学びを止めるな 佐藤教授に聞く」
2020年3月12日　ベネッセ総合研究所「教育フォーサイト」　未来の学びを考える会議 レポート第2回 「テクノロジーを活用して、個々の力を伸ばす個別最適化の学びを」掲載
2020年3月12日　明治図書出版　授業力＆学級経営力 「EdTechが変える教室の学び」連載「学習履歴データベース（スタディログ）のメリットとは？」
2020年4月10日　教育新聞オピニオン　「オンライン学習の幻想と可能性 アフターコロナに向けて（佐藤昌宏）」
2020年4月15日　朝日中高生新聞　今、注目のオンライン学習　学び方、変わる？
2020年5月18日　日本経済新聞　IT人材の育成策『小学校から「情報」教科を』
2020年5月19日　朝日新聞EduA　「パソコンやスマホも、学習の必需品になる」　EdTechが教育にもたらす効果とは？
2020年5月23日　日本経済新聞　今を読み解く「広がるかオンライン学習」
2020年7月1日　DNP『教育通信』2020第8号　特集　今求められるEdtech~GIGAスクール構想、休校対応から見えてきたこと〜
2020年9月5日　日本経済新聞　「オンライン学習で何ができる？」誌面監修、コメント
2020年11月4日　教育新聞　小中高生と平井デジタル相が議論 「未来の教育」めぐり
2020年11月15日　小学館『総合教育技術』2020年12月号　「教育の進歩にブレーキはかけない　試行錯誤を後押しできるリーダーに」インタビュー p17-21　出版社：小学館
2021年1月6日　教育新聞　【Edubate LIVE!】 学習履歴とマイナンバー
2021年1月7日　教育新聞　【Edubate LIVE!】 原則デジタル教科書にすべき?
2021年1月8日　教育新聞　【Edubate LIVE!】 大学の入学時期は9月か多様化か
2021年1月27日　教育新聞　教育データ学校教育優先で利活用、文科省が方向性示す
2021年3月1日　Nextcom 2021年 巻45号（発行日: 2021/03/01）　教育の2030年を見据えてEdTechが変える未来　佐藤 昌宏
2021年3月19日　教育新聞　佐藤昌宏が有識者として務めるGIGAスクール構想における第5回有識者会議の内容が教育新聞にて掲載「受益者は児童生徒」 教育データ利活用で中間まとめ案
2021年3月30日　プレジデント　キッザニアのKDDI「通信会社」パビリオンを体験　子どもたちが「自ら学ぶ力」を養うきっかけになる
2021年5月28日　ベネッセ教育総合研究所　『VIEW next』教育委員会版「『未来の教室』とEdTech研究会」座長代理　佐藤昌宏氏インタビュー
2021年10月13日　日経新聞　授業のDX 企業・政府が支援　コメント
2021年11月3日　wacom　未来をつくる人を育てるために。EDTECHが実現する「明日の教育」インタビュー記事掲載
2021年11月7日　日本経済新聞朝刊　「教育DXと「新文教族」」（コメント掲載）
2021年11月18日　教育新聞「Edvation×Summit 伊藤穰一氏がアフターGIGA語る」
2022年2月24日　教育新聞　「次代のEdTech起業家ら 学校関係者などサポーターにプレゼン」（コメント掲載）
2022年4月12日　リビングテック協会「MagazineNo.9」（日経BP） 登壇した「LIVINGTECHカンファレンス2021-2022」セッション①【可能性が広がる①住まいが学校になる】～学びとテクノロジーの融合がもたらす新しい学習体験～　セッションの内容が掲載
2022年4月15日　ダイワファンドラップ情報誌『Sanpo』（株式会社プレジデント社）　グローバル・メガトレンド「時代を動かす大潮流」定期試験、受験戦争は過去の遺物？「一発勝負」からの脱却なるか！エドテックが起こす教育革命
2022年5月29日　朝日新聞　教育現場に広がる仮想空間　先生はアバター、バーチャルで得る没入感（コメント掲載）
2022年6月15日　教育新聞　教育DX特集2022 | 教育新聞 (kyobun.co.jp)対談 教育DXの実現に向けた今後の課題と展望
2023年1月11日　産経新聞社　産経新聞朝刊文化面でのインタビュー記事　日本科学未来館「動画クリエイター展」「格差超え、個別最適な「学び」届ける　佐藤昌宏氏」1月11日付掲載
2023年4月15日　株式会社プレジデント社　日本青年会議所「We Believe」4月号 「ビジネスの潮流」　取材テーマ「EdTechでどう変わる！？教育の近未来」
2023年9月20日　株式会社CCCメディアハウス　『Pen』取材　pen電子版「主体的な学びをサポートする、エドテックとの付き合い方 "3つのポイント"」
2023年10月1日　リードプラス株式会社　デジタル社会実現ラボのインタビュー
2023年10月3日　教育家庭新聞「文科省、生成AIの利用に関するオンライン研修会を実施～「技術の可能性と限界を理解する」～デジタルハリウッド大学　佐藤昌弘教授」
2023年11月30日　アドビ未来デジタルラボ　対談取材　テーマ:生成 AI と教育。未来の教育で生成 AI はどんな存在?
2024年2月28日　生成AIパイロット校の成果報告会で実践事例が一挙発表
2024年11月5日　南日本新聞「「生成AI禁止は子どもの未来にいい影響与えない」　デジタルハリウッド大の佐藤氏、鹿児島市の教育に提言」

## 登壇・研究活動等

### 登壇
2016年11月1日　NHK主催 日本賞NHK教育コンテンツ世界制作者会議 パネルディスカッション
2018年12月10日　「インターネット商用化25周年 & 「The Demo」 50周年記念シンポジウム「IT25・50 〜本当に世界を変えたいと思っている君たちへ〜」パネルディスカッション主催：「IT25・50」シンポジウム実行委員会
2019年6月29日　全国私立大学FD連携フォーラム（JPFF）シンポジウム基調講演　『EdTechが変える大学教育』
2019年8月22日　東京都 総合教育会議「Society5.0時代の学校教育」　参考人として出席
2020年5月7日　自民党デジタル社会推進特別委員会 スタートアップ　参考人
2021年5月13日　第12回 教育総合展(EDIX東京)GIGA時代突入。いまこそ教育先進国へ ～EdTechがもたらす学習者中心の学び～登壇
2021年5月22日　日本人間工学会第62回大会（オンライン開催）【特別講演】EdTechが変える教育の未来 登壇
2021年5月28日　KUMONnow 【特別対談　未来を生きる子どもたちのために（前編）】～これから求められるのは、自ら課題を発見して解決できる人材～　株式会社 公文教育研究会 代表取締役社長 池上秀徳氏と対談
2021年6月8日　KUMONnow 【特別対談　未来を生きる子どもたちのために（後編）】～これから求められるのは、自ら課題を発見して解決できる人材～　株式会社 公文教育研究会 代表取締役社長 池上秀徳氏と対談
2021年6月25日　第4回 教育総合展(EDIX関西)GIGA時代突入。いまこそ教育先進国へ ～EdTechがもたらす学習者中心の学び～　登壇
2021年10月27日　大学教育のデジタライゼーション・ イニシアティブ(スキームD)　主催：文部科学省　University Pitch and Conference 〜Mission: 高等教育をDXで進化〜登壇
2022年5月13日　第13回教育総合展 EDIX東京【エドテック対談】デジタルテクノロジーは教育に何をもたらすのか？
2022年6月15日　第5回教育総合展 EDIX関西【エドテック対談】デジタルテクノロジーは教育に何をもたらすのか？
2022年6月17日　プラチナキャリア・アワード第4回「プラチナキャリア・アワード」記念シンポジウム　パネルディスカッション「人への投資」をどう行うか　登壇
2022年6月28日　イスラエル大使館「イスラエル EdTech ウエビナー」基調講演　日本のEdTech〜現状と可能性〜
2022年10月8日　高野山大学 教育シンポジウム　教育の未来　ーデジタルとこころの融合ー　パネリスト登壇
2022年9月28日　東京大学・越塚登教授 主査 Ed-AI研究会WG3講演　テーマ：「教育現場における教育データの利活用とその課題」講演「教育データ利活用における乗り越える課題はなにか？」講話
2022年10月31日　Ichikawaオンラインシンポジウム　子どもたちの未来を託す デジタル時代の学校教育とは（ゲスト＝松丸亮吾氏（市川市出身／謎解きクリエイター）・佐藤昌宏氏（デジタルハリウッド大学大学院教授））
2022年11月20日　Google / YouTube 教育チーム　YouTube キュレーションプロジェクトイベント「学びに役立つYouTube 再生リスト共有会」におけるパネルディスカッション登壇
2022年11月24日　デジタルハリウッド大学「近未来教育フォーラム2022」「教育DX」パネリスト登壇
2023年1月13日　室蘭工業大学　FD講演　「EdTechが変える教育の未来　～公教育改革から考える大学教育～」
2023年5月12日　第14回教育総合展 EDIX東京　特別講演「GIGAの次へ、教育DXに必要なこと　～EdTechがもたらす教育改革～」
2023年6月16日　第6回教育総合展 EDIX関西　特別講演「GIGAの次へ、教育DXに必要なこと　～EdTechがもたらす教育改革～」
2023年8月31日　日本CHO協会　『人事実践セミナー』基調講演『EdTechが変える教育の未来〜公教育改革から学ぶプラチナキャリア〜 』
2023年9月22日　文部科学省　学校DX戦略アドバイザー事務局（NTTエクシーパートナー）　生成AIの利用に関するオンライン研修　第4回「技術の進化は教育に何をもたらすのか」
2024年1月30日　伊豆市教育委員会　講演　生きる力を育む実学教育(キャリア教育)
2024年5月10日　第15回教育総合展 EDIX東京　【対談】EdTechとデータサイエンスの専門家が語る　ウィズテクノロジー時代の生き方、学び方　対談：小野 陽子／佐藤昌宏
2024年5月10日　第15回教育総合展 EDIX東京　マイクロソフト様ブースセッション講演「EdTechの第一人者に聞く「生成ＡＩとの向き合い方。そして、今後の行方」
2024年9月10日　大阪市総合教育会議　有識者として出席
2024年10月3日　EDIX関西展　canvaブース対談　EdTech Canva Japan シニアマネージャー 坂本良晶氏のセッション　教育分野において新しいサービスを普及させる意義や課題について
2024年10月3日　第7回 EDIX関西　【対談】EdTechとデータサイエンスの専門家が語る　ウィズテクノロジー時代の生き方、学び方　対談：小野 陽子／佐藤昌宏
2024年10月3日　デジタル庁　EdTechピッチ有識者講演 @EDIX関西　GIGAスクール自治体ピッチ 第2弾補完イベント有識者講演
2024年10月29日　鹿児島市総合教育会議　有識者として出席

## 著書
「EdTechが変える教育の未来」（インプレス）